# LaGrange megye
LaGrange megye az Amerikai Egyesült Államokban, azon belül Indiana államban található. Megyeszékhelye és legnagyobb városa LaGrange. Lakosainak száma 40 446 fő (2020. április 1.).

## Szomszédos megyék
- Saint Joseph megye (északnyugat)
- Branch megye (északkelet)
- Steuben megye (kelet)
- Noble megye (dél)
- Elkhart megye (nyugat)
- DeKalb megye

## Népesség
A megye népességének változása:
| Lakosok száma | 37 162 | 37 464 | 37 575 | 37 996 | 38 809 | 40 446 |
|               | 2010   | 2011   | 2012   | 2013   | 2015   | 2020   |